# جيريمياه بيرسون هاردي
جيريمياه بيرسون هاردي (بالإنجليزية: Jeremiah Pearson Hardy)‏ هو رسام أمريكي، ولد في 1800، وتوفي في 1887.